# Kasteel van Chinon
Het Kasteel van Chinon (Frans: Château de Chinon of Forteresse royale de Chinon) een van de kastelen van de Loire gelegen in Chinon, is een middeleeuwse vesting van omstreeks 500 meter lang en 100 meter breed, met uitzicht op de rivier de Vienne. Chinon was hoofdresidentie van de koningen van Engeland (1154-1205) en vervolgens die van de koningen van Frankrijk (1417-1450).

## Geschiedenis
De rots boven de Vienne waar het kasteel op is gebouwd, wordt al minstens 5.000 jaar bewoond. Een eerste versterking werd gebouwd aan het einde van de Romeinse tijd in Gallië, in de 5e eeuw. Ook onder de Merovingen en de Karolingen bleef de site in gebruik. Er waren voorraadschuren en er werden munten geslagen. Een eerste stenen toren en omwalling werden vanaf 954 op het plateau opgetrokken door Thibaut I van Blois. De graven van Blois werden later vervangen door de graven van Anjou als kasteelheer.

### Plantagenets
In de 12e eeuw waren de Normandische koningen van Engeland de kasteelheren. Zij bouwden het kasteel uit tot hun machtscentrum op het continent. Hendrik II van Engeland verbleef er regelmatig tussen 1160 en 1180 en plaatste er een deel van de koninklijke schat. Hij liet het Fort Saint-Georges bouwen om er te resideren en zijn administratie onder te brengen. Vanaf 1200 begonnen de Engelsen het strategisch belangrijke kasteel te versterken. Vanaf 1203 was Hubert de Burgh kasteelheer. Hij wist het kasteel lange tijd uit handen van de Fransen te houden, maar in 1205 werd het toch ingenomen na een beleg van negen maanden. Filips II van Frankrijk liet vervolgens een donjon bouwen in het Fort du Coudray.

### Tempeliers
De Franse koning Filips de Schone liet in oktober 1307 alle tempeliers in zijn rijk arresteren wegens ketterij. Veel tempeliers werden opgesloten en gefolterd, tientallen stierven op de brandstapel. Het perkament van Chinon bevat de verklaringen van de grootmeester Jacques de Molay en nog vier andere hoogwaardigheidsbekleders van de orde. In 1308 zaten de vijf dignitarissen van de orde opgesloten in het kasteel van Chinon. Ze legden hun verklaringen af aan drie kardinalen die waren gestuurd door paus Clemens V.

### Residentie van de Franse koningen

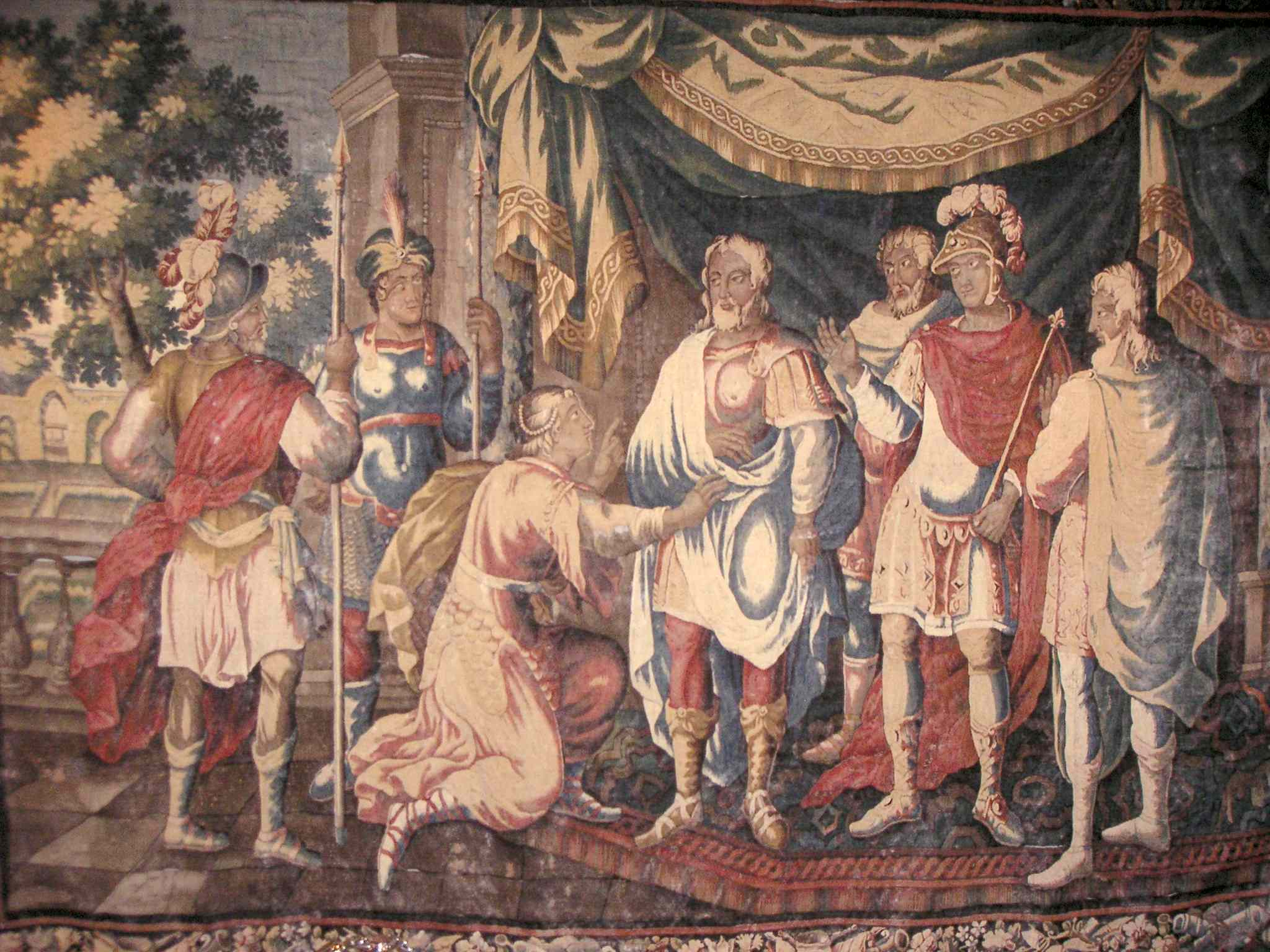
Jeanne d'Arc herkent de kroonprins
(17e eeuw), Aubussontapijt, kasteel van Chinon

Vanwege de oorlog met Engeland achtte Karel VII het in 1427 raadzaam het Louvre, de residentie in Parijs, te verlaten voor een veiliger oord. Omdat de Loirevallei rustiger was, week de Franse hofhouding uit naar het kasteel van Chinon. Koning Karel VII ontving de Franse vrijheidsstrijdster Jeanne d'Arc een eerste keer op 25 februari 1429 op zijn kasteel in Chinon. Na een verblijf in Poitiers verbleef ze van 27 maart tot 5 april opnieuw in het kasteel. Koningin Maria van Anjou maakte in 1454 van het kasteel haar residentie, waar ze zetelde zonder haar echtgenoot.

### Verval en restauratie
In de 16e eeuw had het kasteel geen strategische functie meer en als residentie kozen de Franse koningen voor meer moderne en comfortabele kastelen.
In 1824 werd de site opengesteld voor het publiek als park. In 1840 werd het kasteel ingeschreven op de eerste lijst van historische monumenten van Frankrijk. Prosper Mérimée zette zich in voor het behoud en de restauratie van het kasteel.

## Gebouw
Het complex is gebouwd op antieke Romeinse versterkingen en bestaat uit drie kastelen gescheiden door ravijnen. Het Château du Milieu en het Fort du Coudray zijn het oudst en gaan terug tot de 10e eeuw.

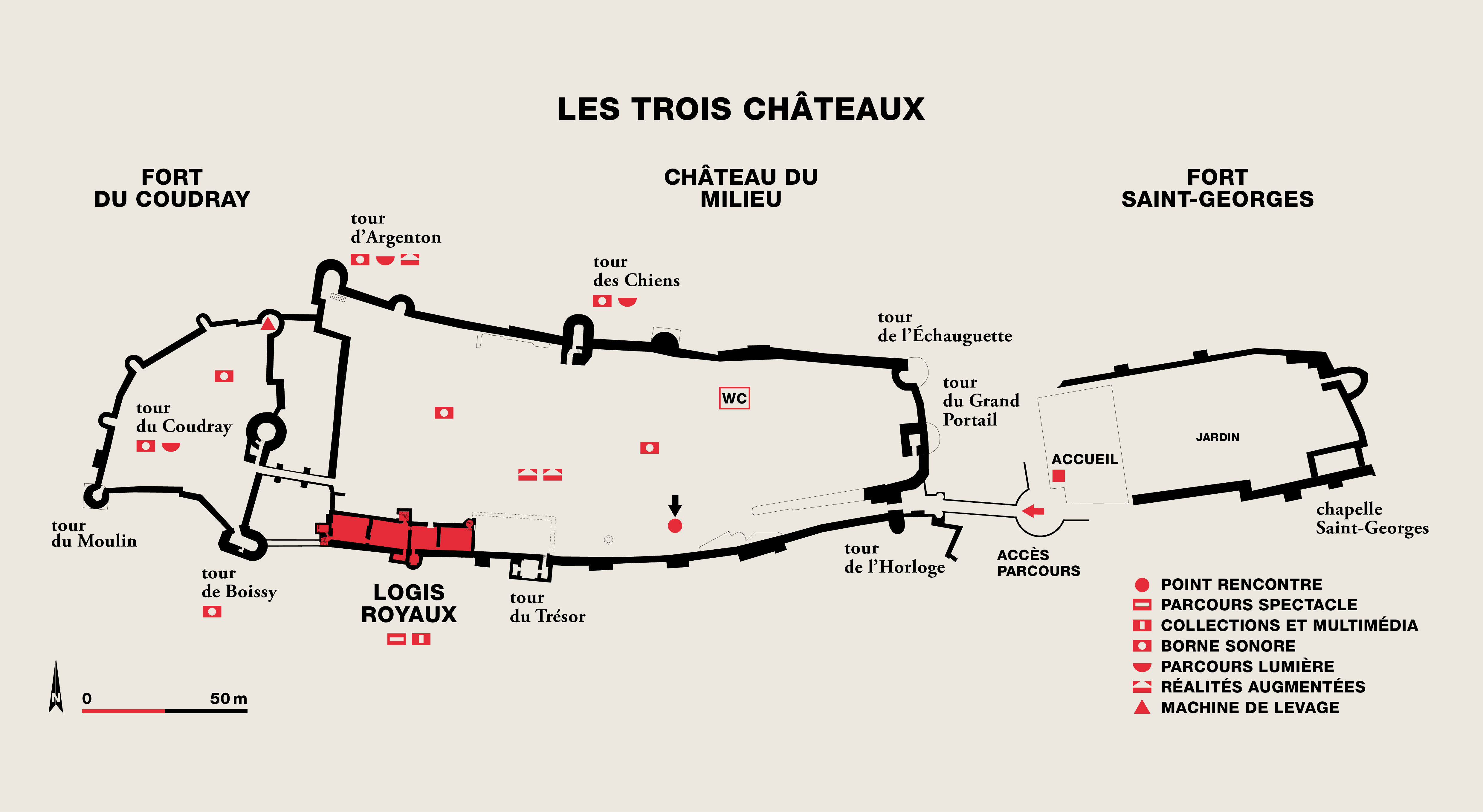
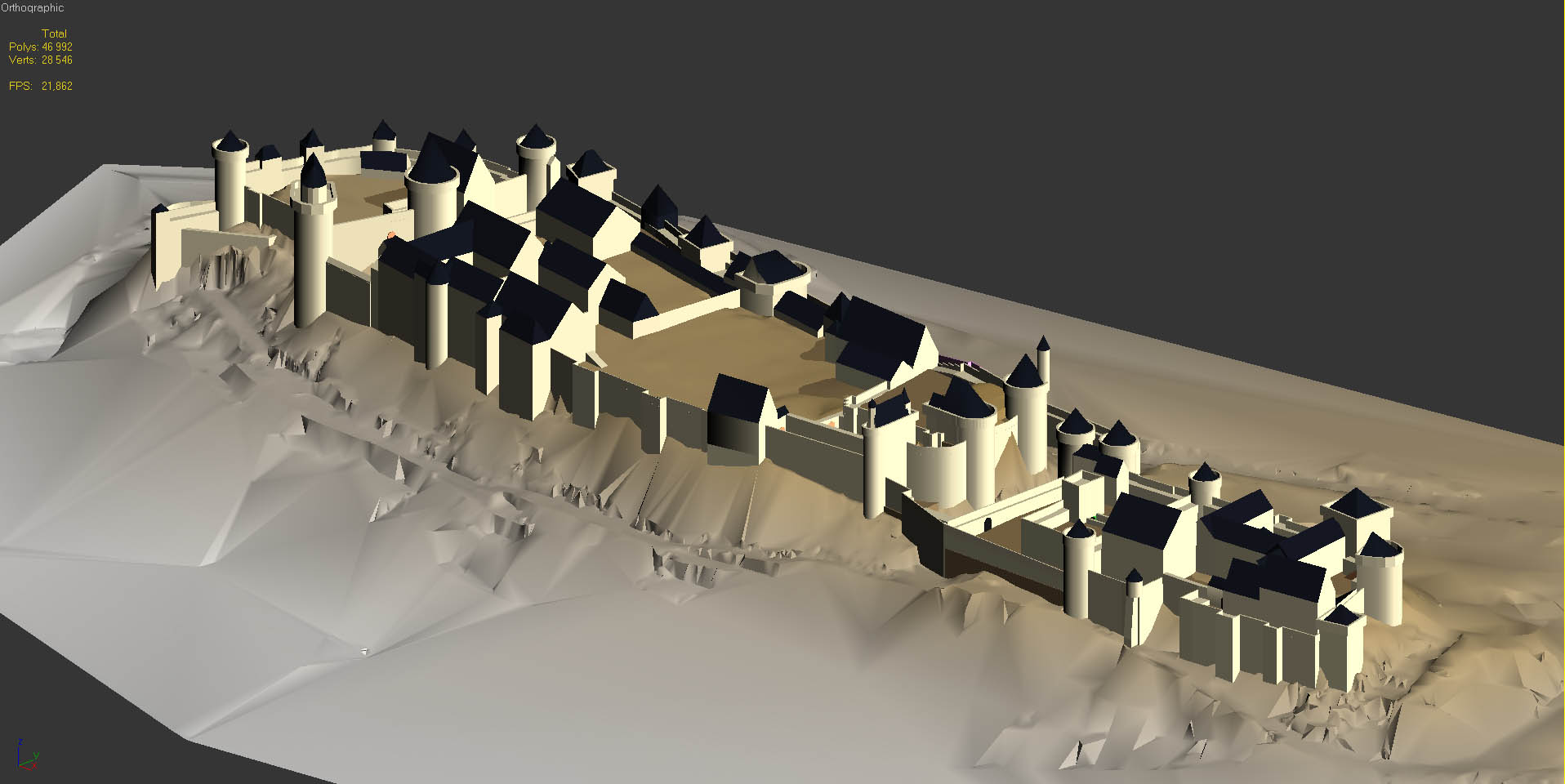
3D reconstructie van het kasteel

- Het Fort Saint-Georges ligt aan de oostkant. Van de eerste burcht uit het midden van de 12e eeuw is maar weinig overgebleven. Nadat de Fransen de stad in handen kregen, liet koning Filips II van Frankrijk veel veranderingen aanbrengen. Hij liet een nieuwe hoofdingang van het kasteel aanleggen in de verdwenen Porte-des-Champs in het noordwesten van het Fort Saint-Georges.[2] Het fort werd genoemd naar de kapel Saint-Georges die hier stond. Geen van de gebouwen binnen de muur zijn bewaard. De muur zelf is wel goed bewaard behalve in het westen en zuidwesten.[3]

- Het Château du Milieu ligt in het midden. De bezoeker zal binnenkomen na de restauratie langs de Tour de l'Horloge (14e eeuw). In de klokkentoren bevindt zich een permanente tentoonstelling over het leven van Jeanne d'Arc. Deze biedt op de bovenste verdieping een uitzicht over de vallei van de Vienne. In het museum komen de geschiedenis van Frankrijk en Engeland samen. In het midden van deze burcht bevindt zich het vorstelijk woonverblijf, de grote zaal van Karel VIII. Het is de grootste omwalling van de drie.

- Het Fort du Coudray ligt aan de westkant. Koning Filips II liet aan het begin van de 13e eeuw een diepe gracht graven om dit deel te scheiden van de rest van het kasteel. Ook liet hij een donjon bouwen, de Tour du Coudray. In het Fort du Coudray werden door Filips de Schone verschillende tempeliers opgesloten. Een aandenken hieraan vormen de nog steeds zichtbare inscripties die door de grootmeester Jacques de Molay in de muur zijn gekrast. Ook verbleef Jeanne d'Arc in 1429 in een vertrek op de bovenverdieping van de Tour du Coudray.

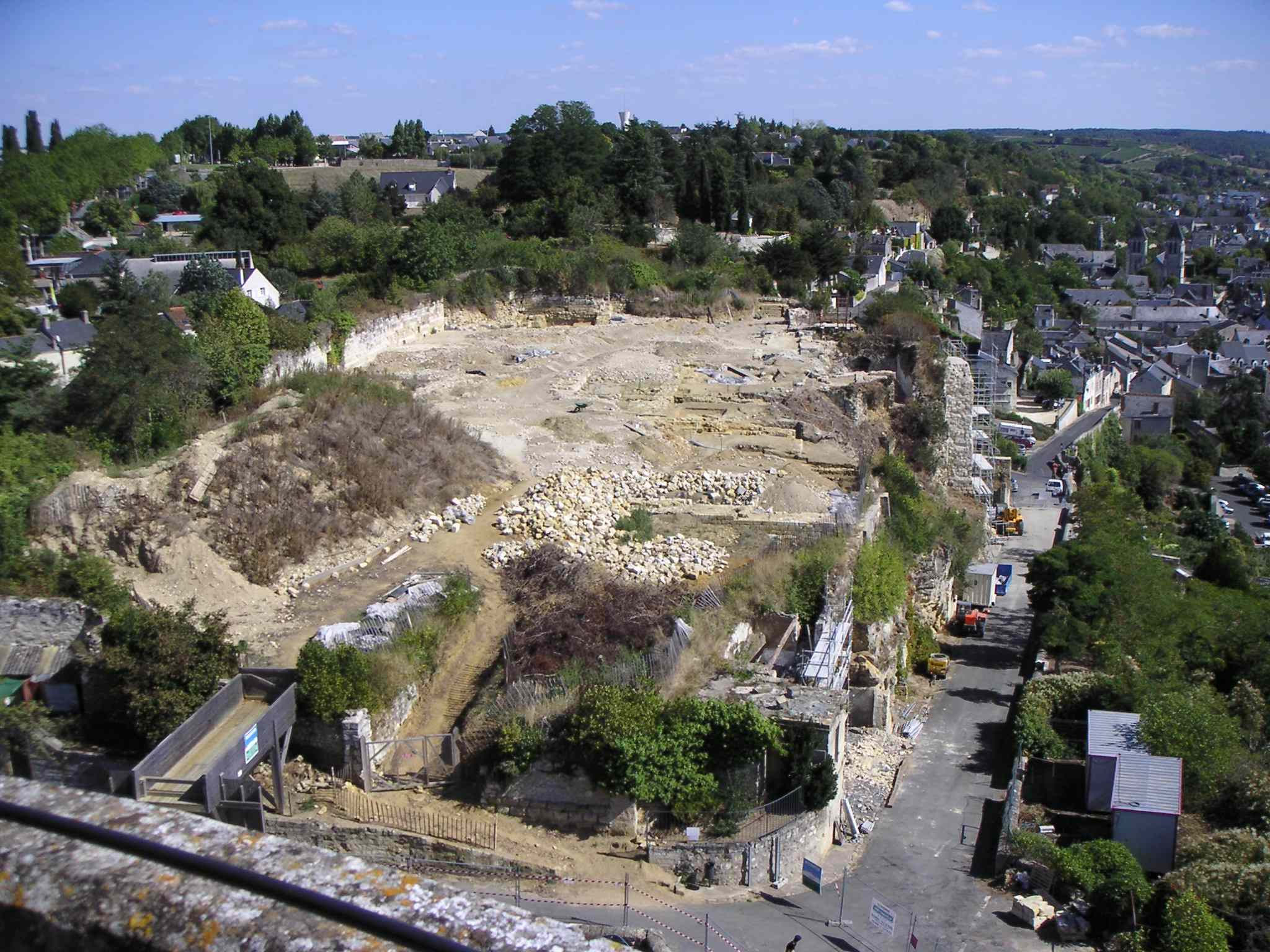
Zicht op Fort Saint-Georges
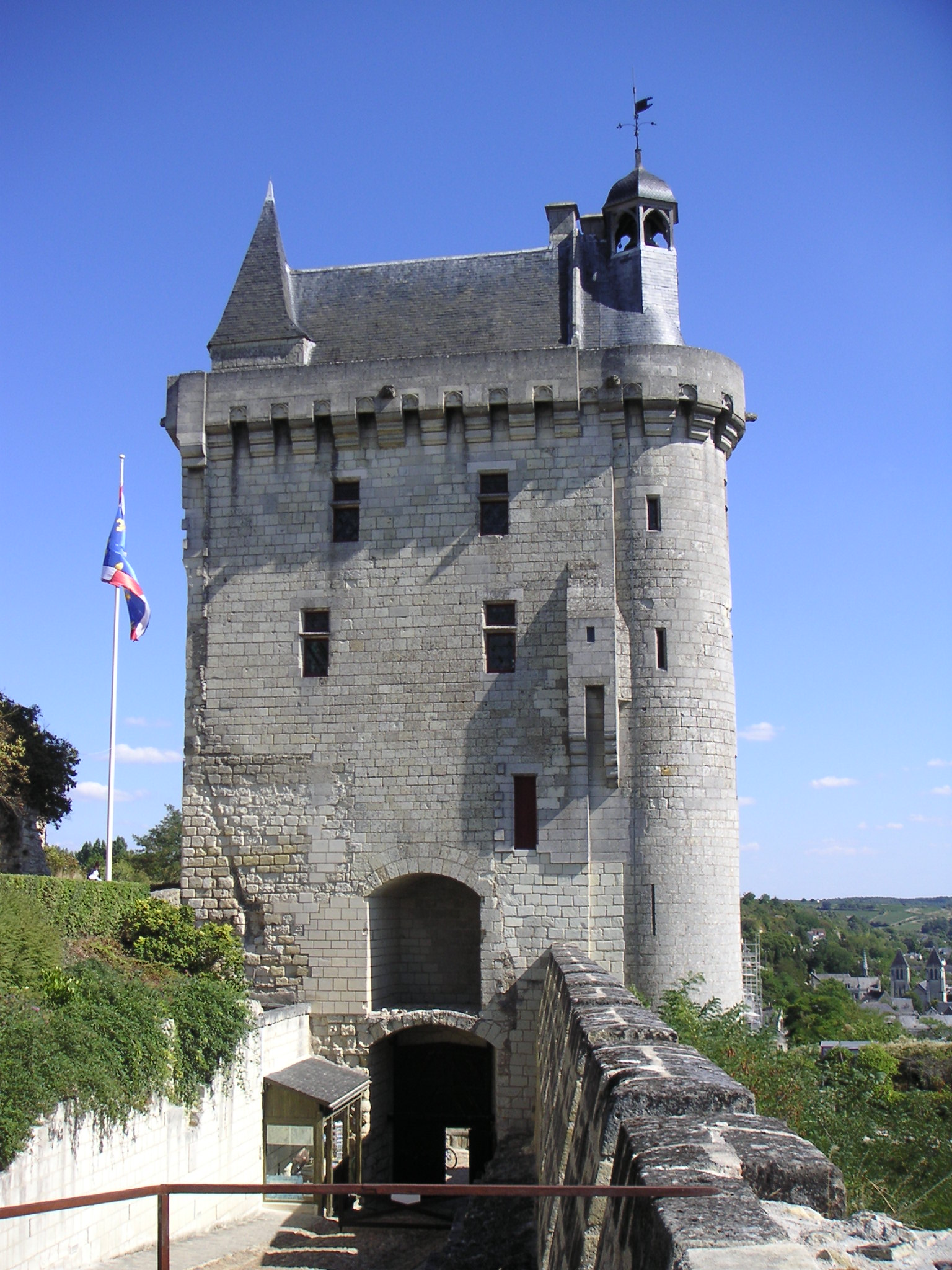
Klokkentoren Château du Milieu
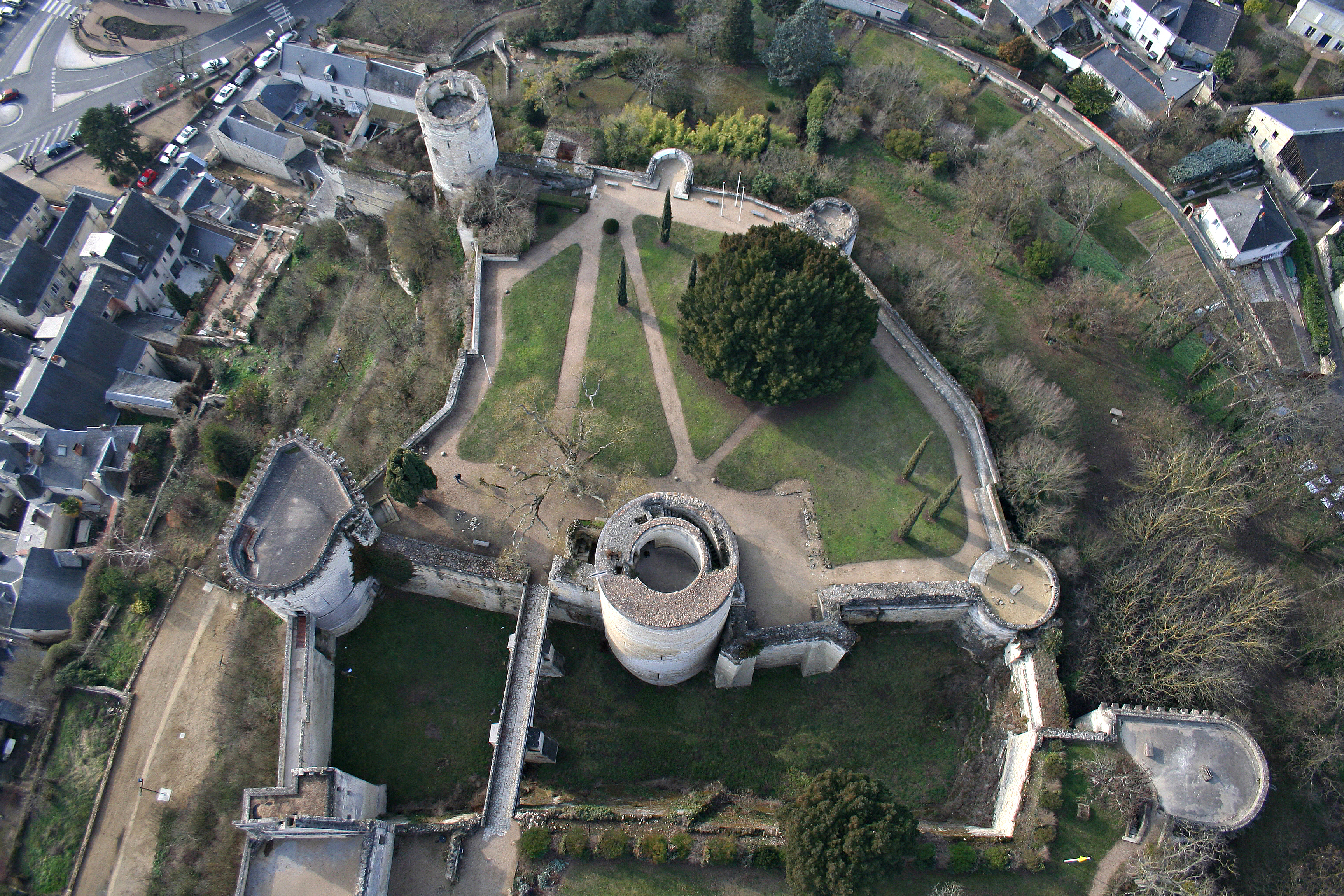
Fort du Coudray

## Bekende bewoners
- Eleonora van Aquitanië
- Henri II Plantagenêt
- Richard Leeuwenhart
- Filips II Augustus
- Jan zonder land
- Karel VII van Frankrijk
- Jeanne d'Arc
- Agnès Sorel
- Karel van Orléans (Lodewijk XII)
- Karel VIII van Frankrijk
- Anna van Bretagne
- Richelieu

## Bezienswaardigheden
- Aubussontapijt (17e eeuw). Jeanne d'Arc herkent de kroonprins met antiek geklede figuren.
- Veelkleurig beeld van Sint-Maarten (15e eeuw) die in het nabije Candes overleed.
- Glyptotheek

## Foto's

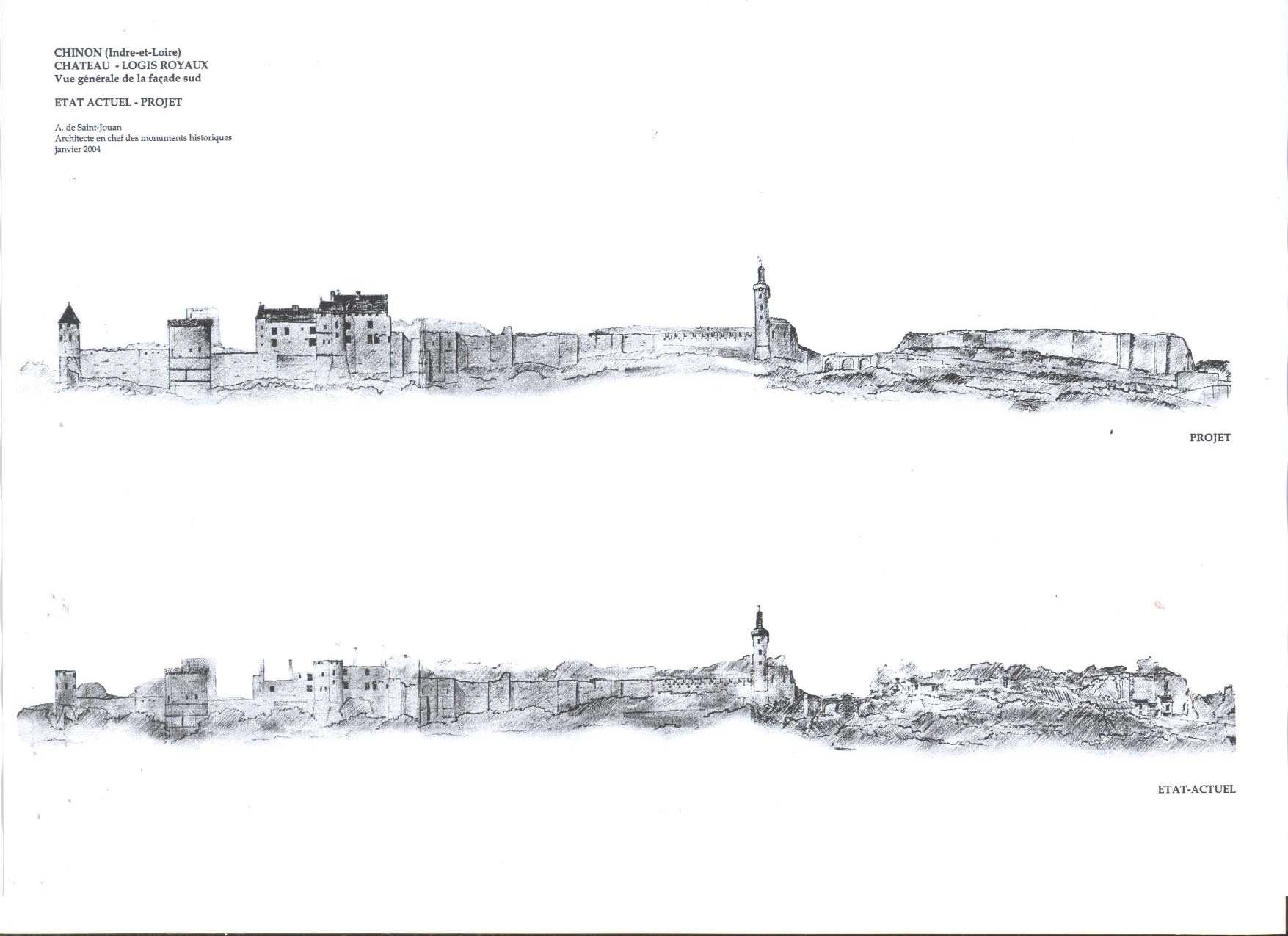
Project restauratie
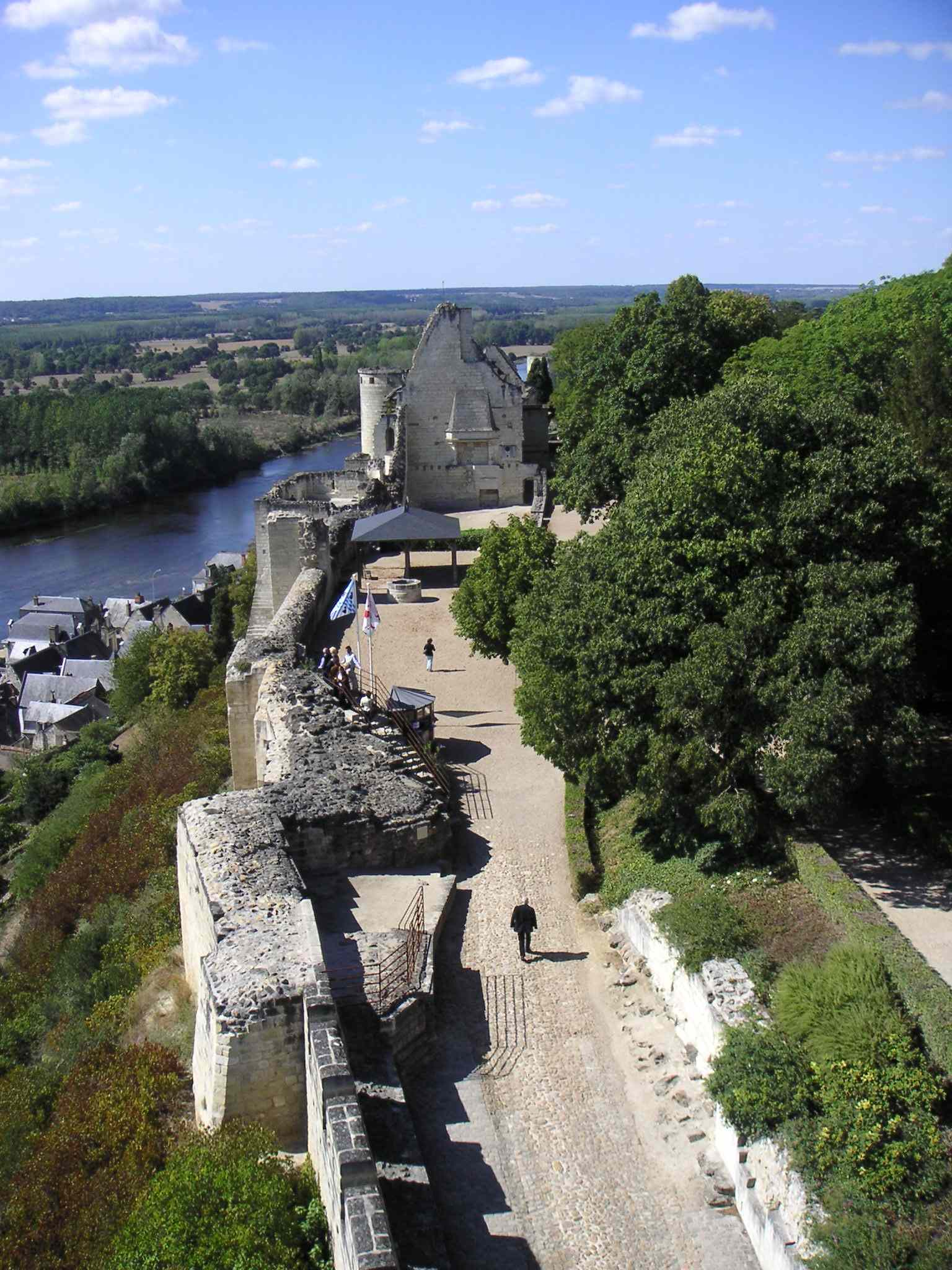
Koninklijke verblijven Château du Milieu
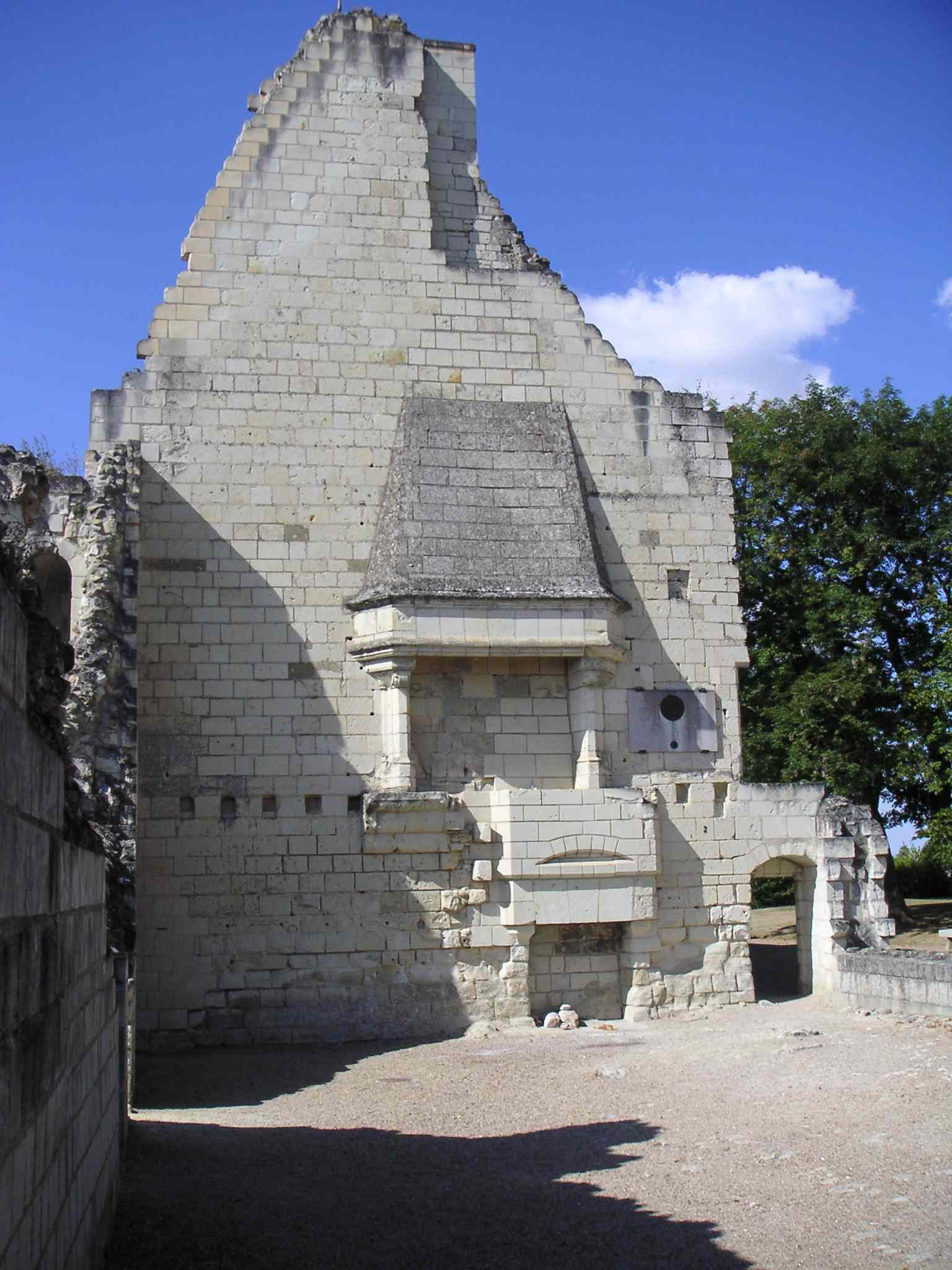
De grote zaal van de koninklijke verblijven
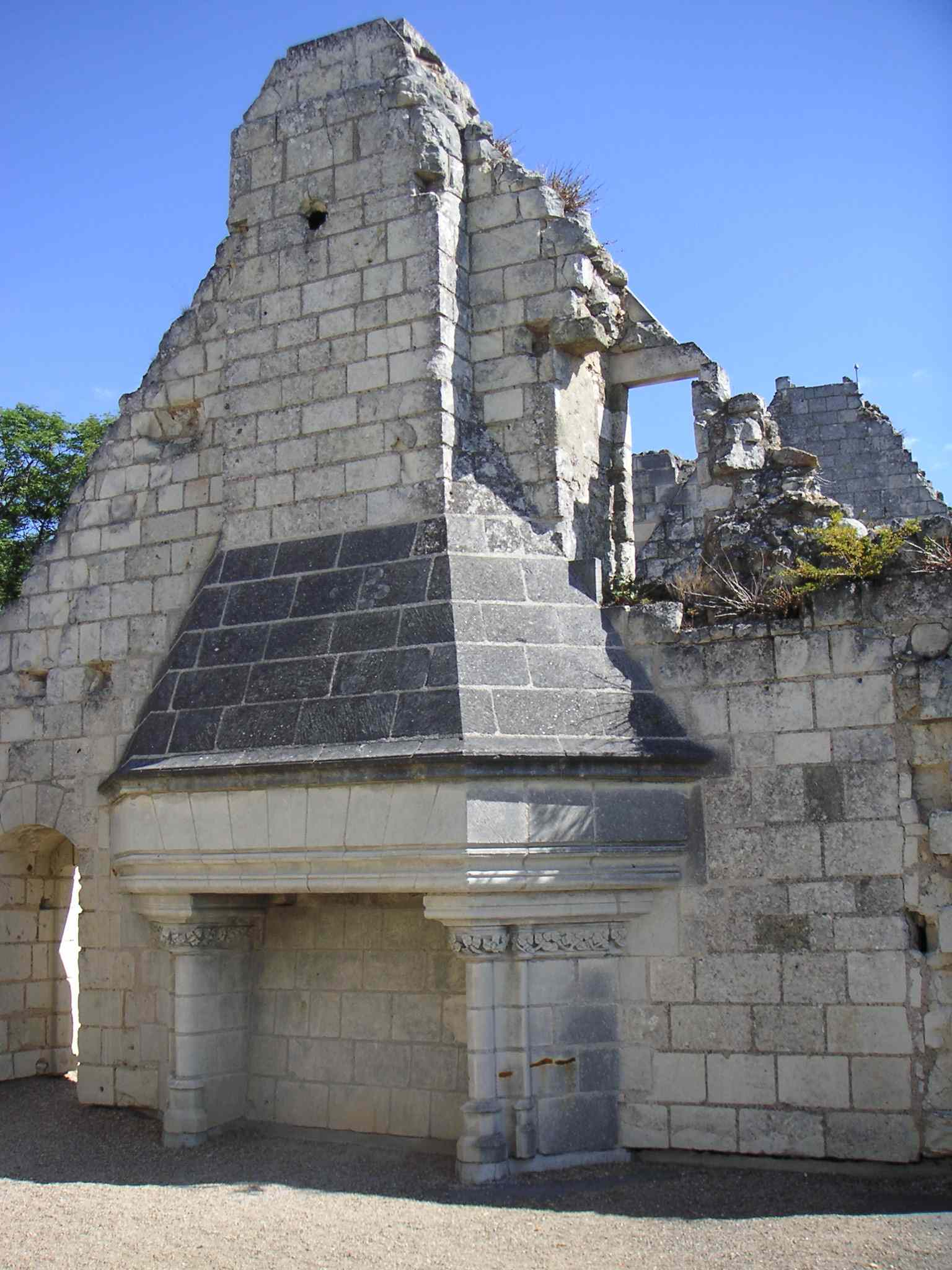
De koninklijke verblijven op de eerste verdieping van het Château du Milieu
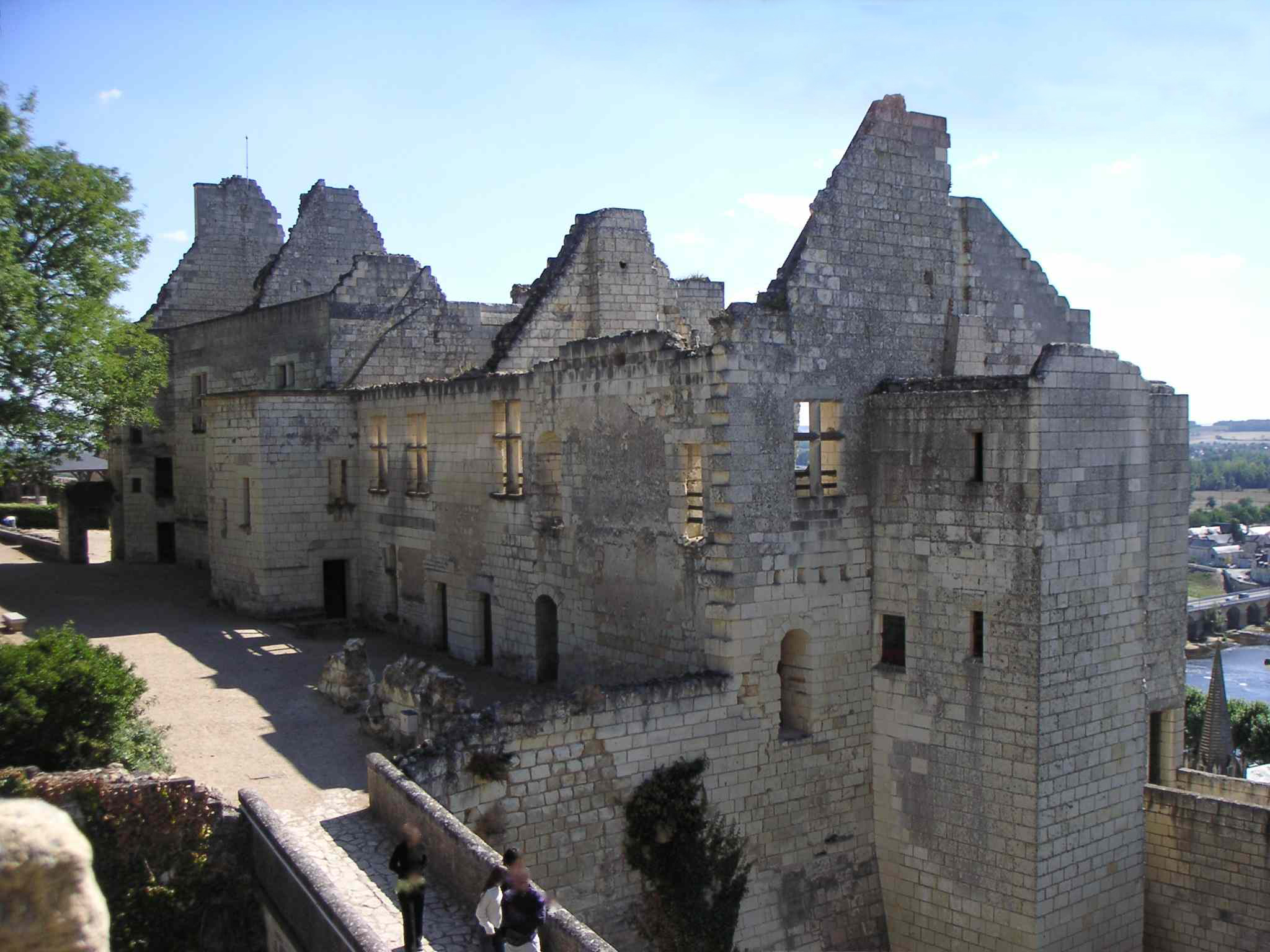
Koninklijke verblijven
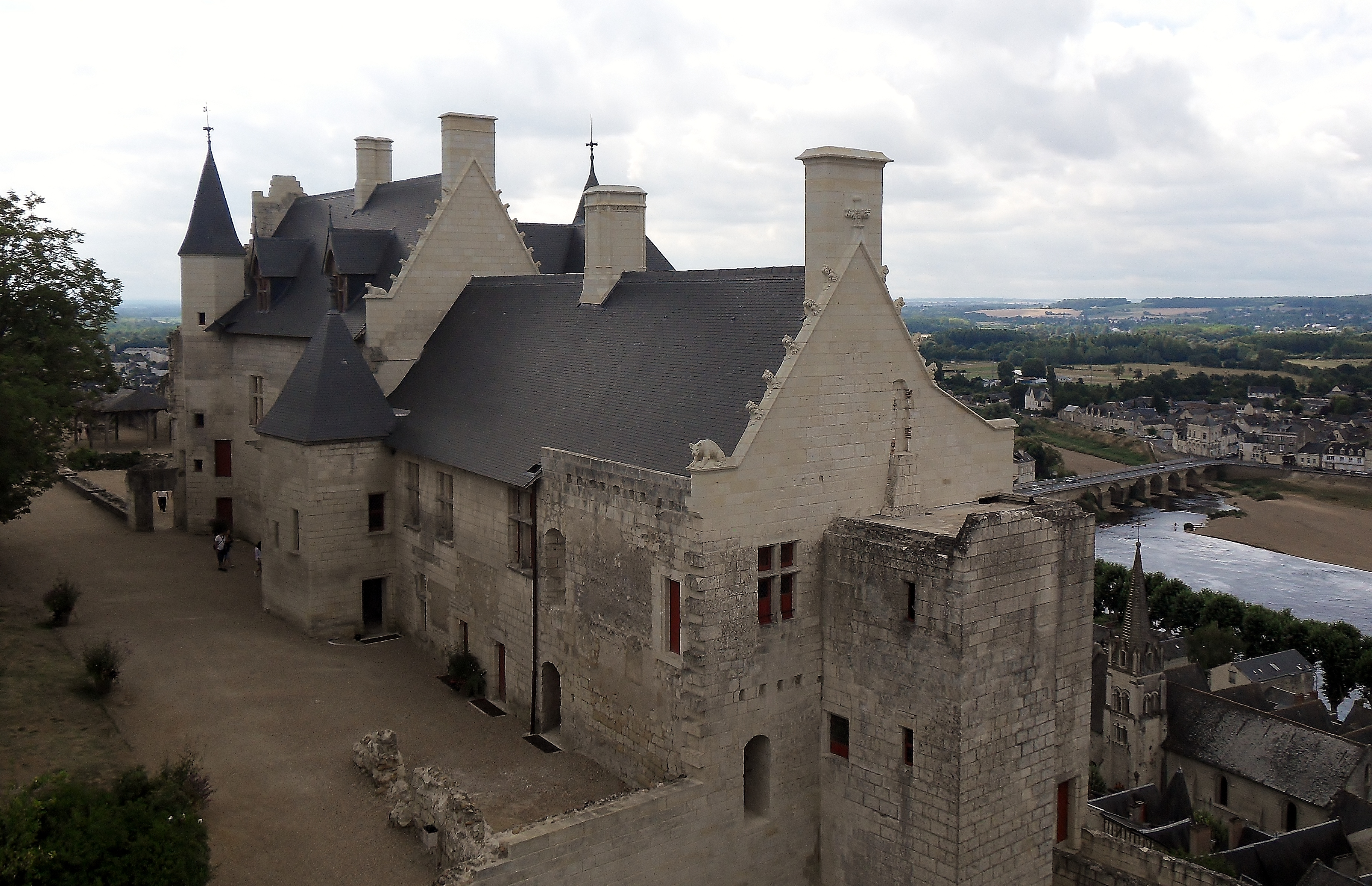
Na restauratie van 2006-2009
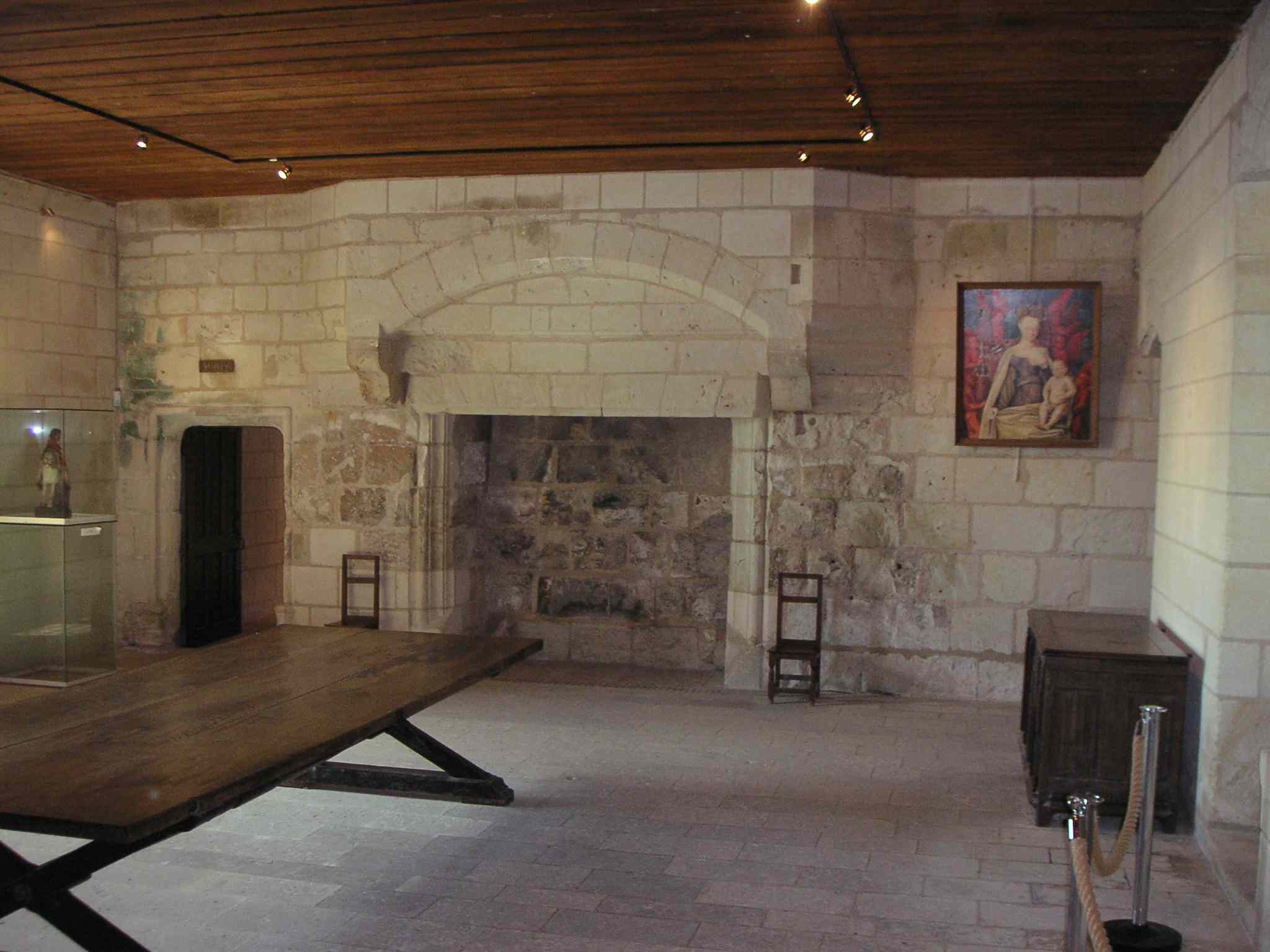
Interieur van de koninklijke verblijven
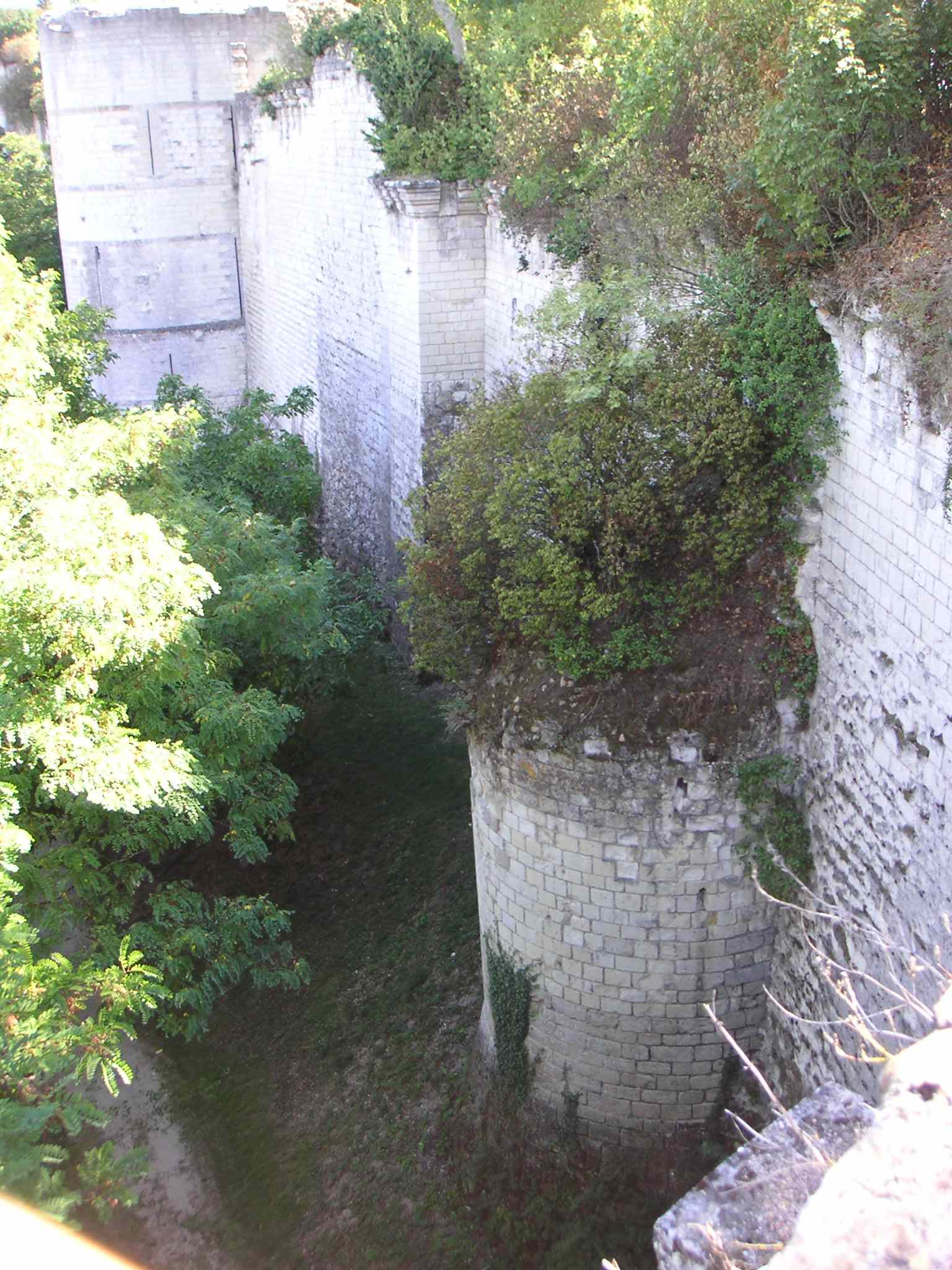
Muren kant plateau van het Kasteel van Chinon
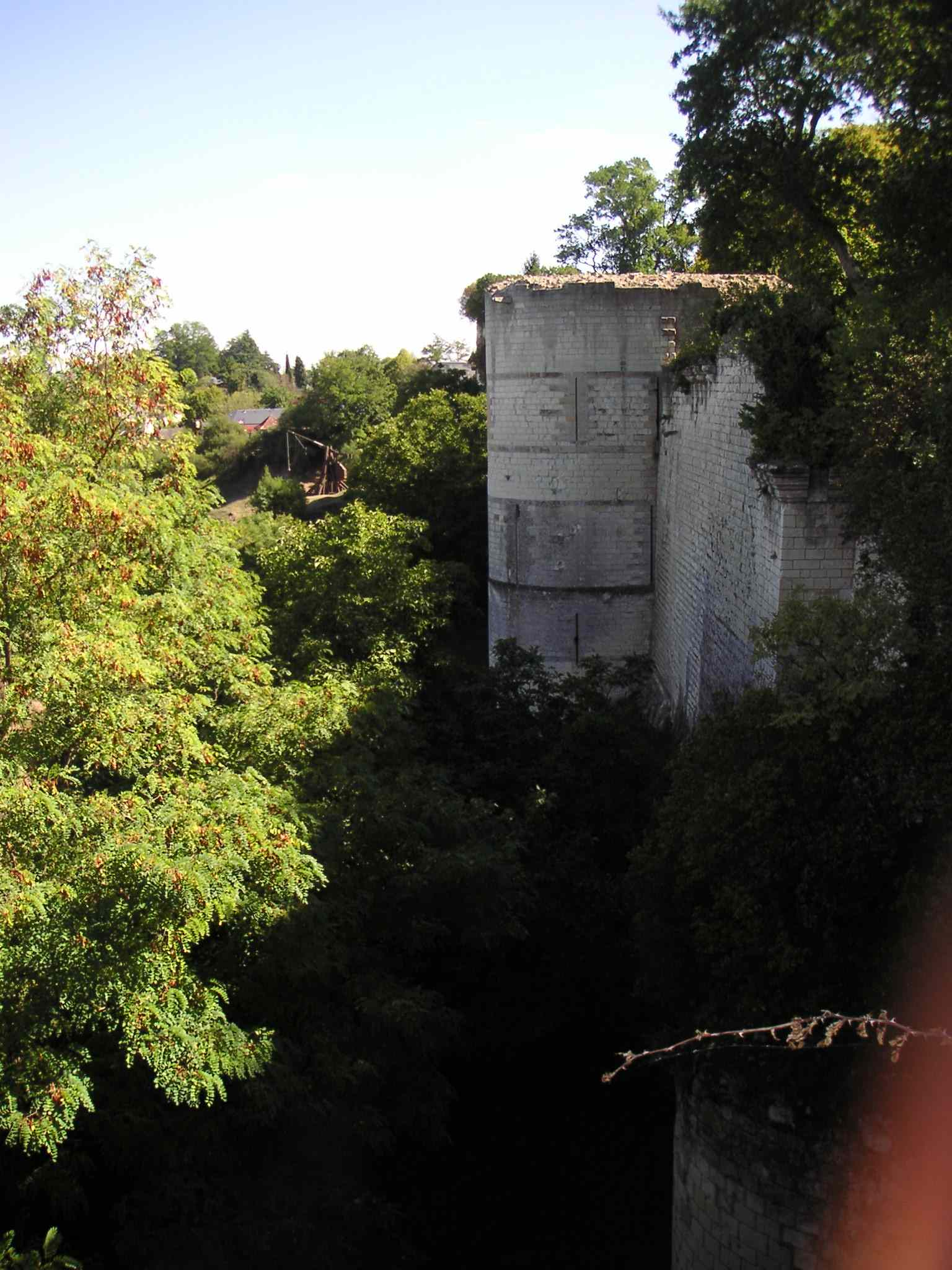
Hondentoren
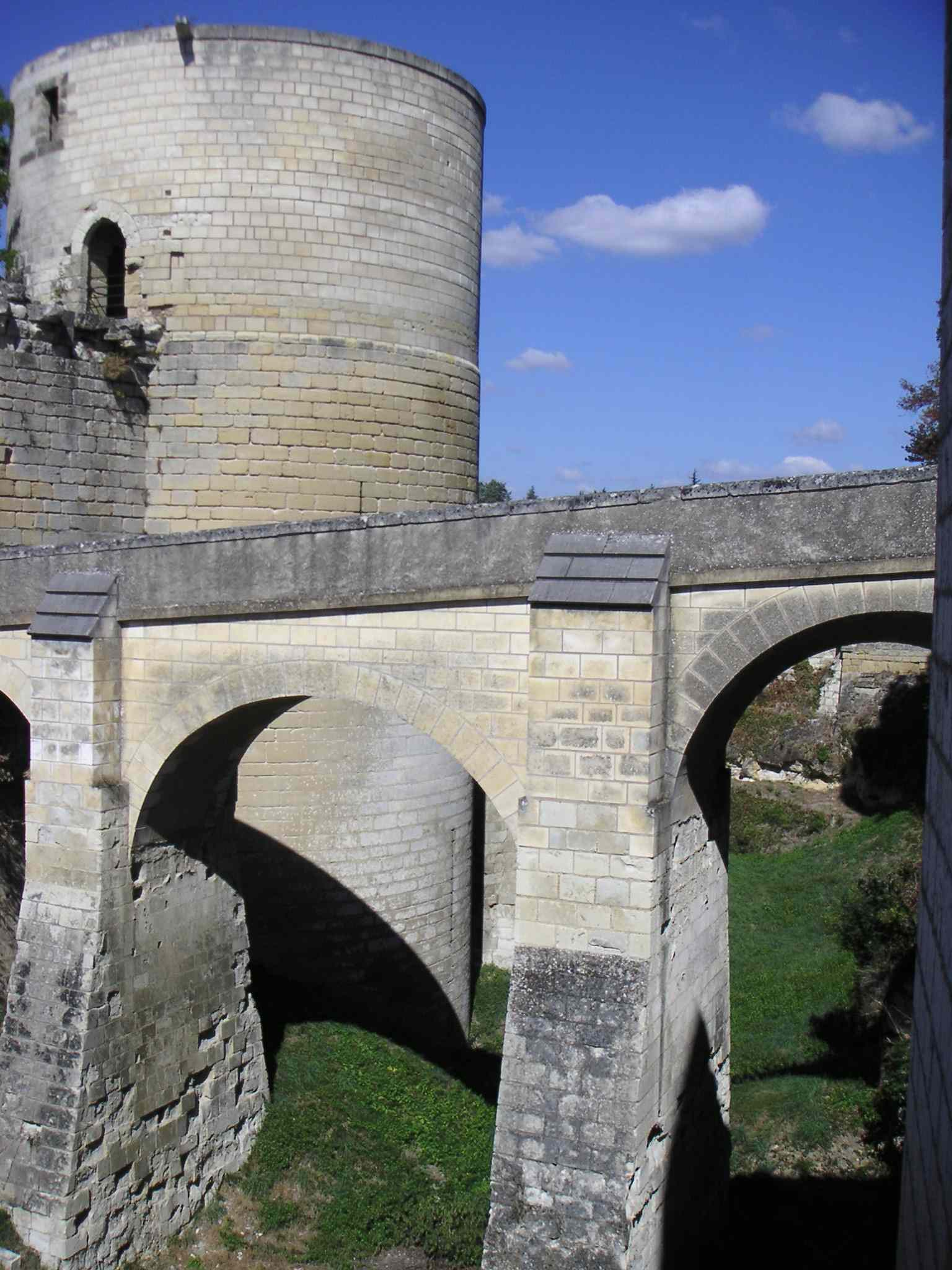
Donjon of Tour du Coudray met de diepe gracht
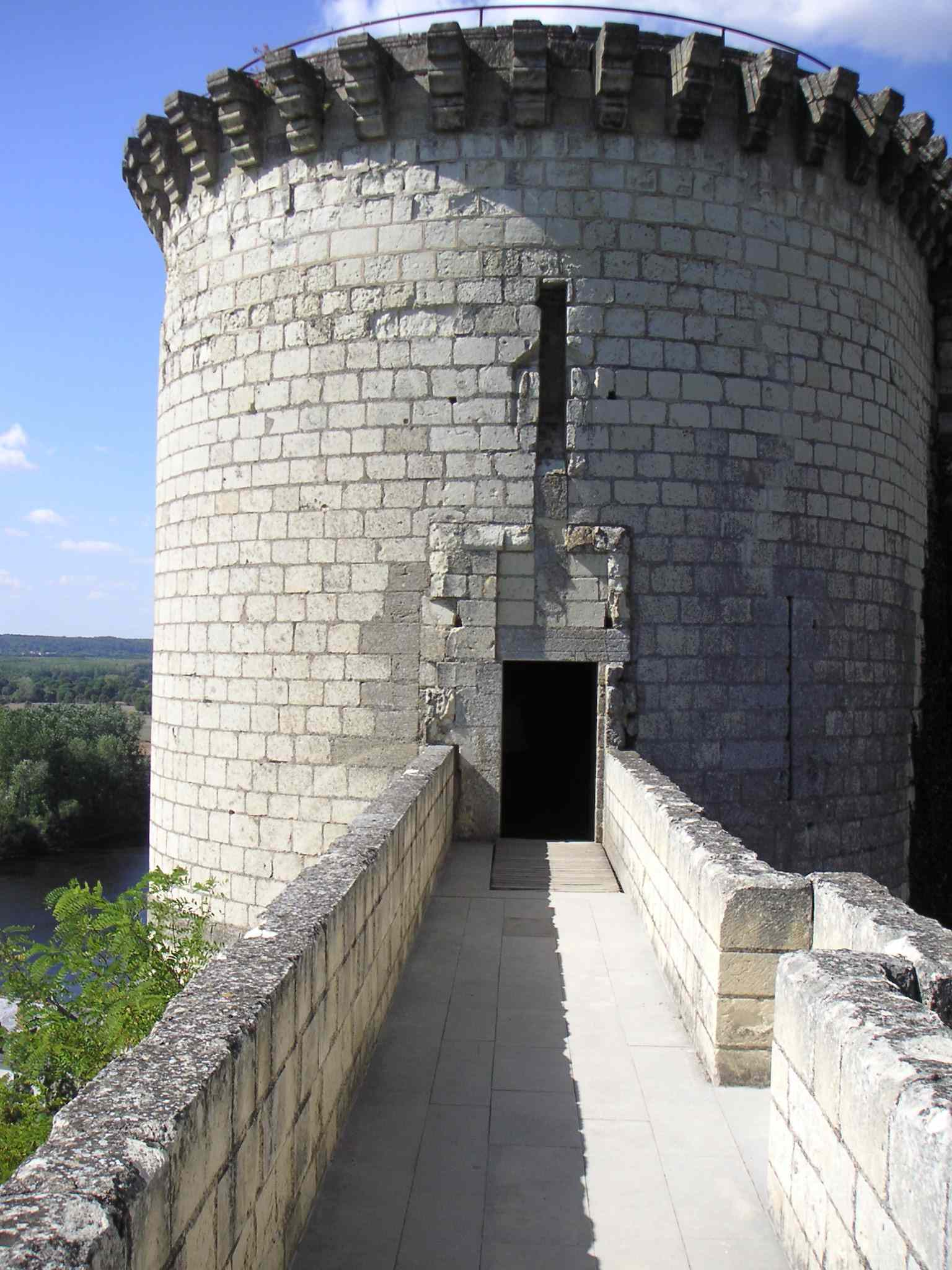
Tour de Boissy